# Frank Card
Frank Howard Card (Filadelfia, 28 dicembre 1944 – 14 aprile 2021) è stato un cestista statunitense, professionista nella ABA e nei Paesi Bassi.

## Carriera
Venne selezionato dai Philadelphia 76ers al settimo giro del Draft NBA 1967 (77ª scelta assoluta).

## Palmarès
- Più alta percentuale di tiro dal campo dei Playoff ABA (1969)